# Ein Mann von Ehre
Ein Mann von Ehre (Originaltitel: A Matter Of Honour, Simon & Schuster, 1986) ist ein Roman des englischen Schriftstellers und Politikers Jeffrey Archer, der in deutscher Übersetzung durch Heinrich Rast 1987 zunächst im Paul Zsolnay Verlag erschienen ist.

## Handlung
Der Ausgangspunkt für den hauptsächlich 1966 spielenden Thriller ist der Verkauf Alaskas durch Russland, den so genannten Alaska Purchase an die Vereinigten Staaten 1867. Dabei spielt der Autor mit der Fiktion, Russland habe sich in einem – für die damalige Diplomatie nicht unüblichen – Geheimvertrag ein Rückkaufrecht nach 99 Jahren gesichert. Dieses Dokument ging jedoch in den Wirren der Februarrevolution 1917 verloren und ruht nun irgendwo in einer Ikone als Versteck.
Ausgerechnet vier Wochen vor Ablauf der Frist erfährt das russische Staatsoberhaupt Leonid Breschnew von diesem Vertrag, erfasst das strategische Potenzial und beauftragt den KGB mit der Suche. Somit gerät der britische Kunstkenner Adam Scott zwischen die Fronten, als er eine Ikone des 14. Jahrhunderts aus einem Bankschließfach in der Schweiz abholen möchte, die ihm indirekt sein verstorbener Vater vermacht hat. Dieser war in den Besitz der Ikone durch den notorischen Kunstsammler Hermann Göring gelangt, der den Kunstgegenstand seinem Bewacher während der Nürnberger Prozesse als Dank für die faire Behandlung überließ.

## Ausgaben
- Jeffrey Archer: Ein Mann von Ehre. Aus dem Englischen übersetzt von Fanny Esterhazy, Paul Zsolnay Verlag, Wien 1987, 391 S., ISBN 3-442-09436-4
- Jeffrey Archer: Ein Mann von Ehre. Bastei Lübbe, Bergisch Gladbach 2002, ISBN 978-3404147106